# Индийско-танзанийские отношения
Индийско-танзанийские отношения — двусторонние дипломатические отношения между Индией и Танзанией. Государства являются членами Всемирной торговой организации, Содружества наций и Организации Объединённых Наций.

## История

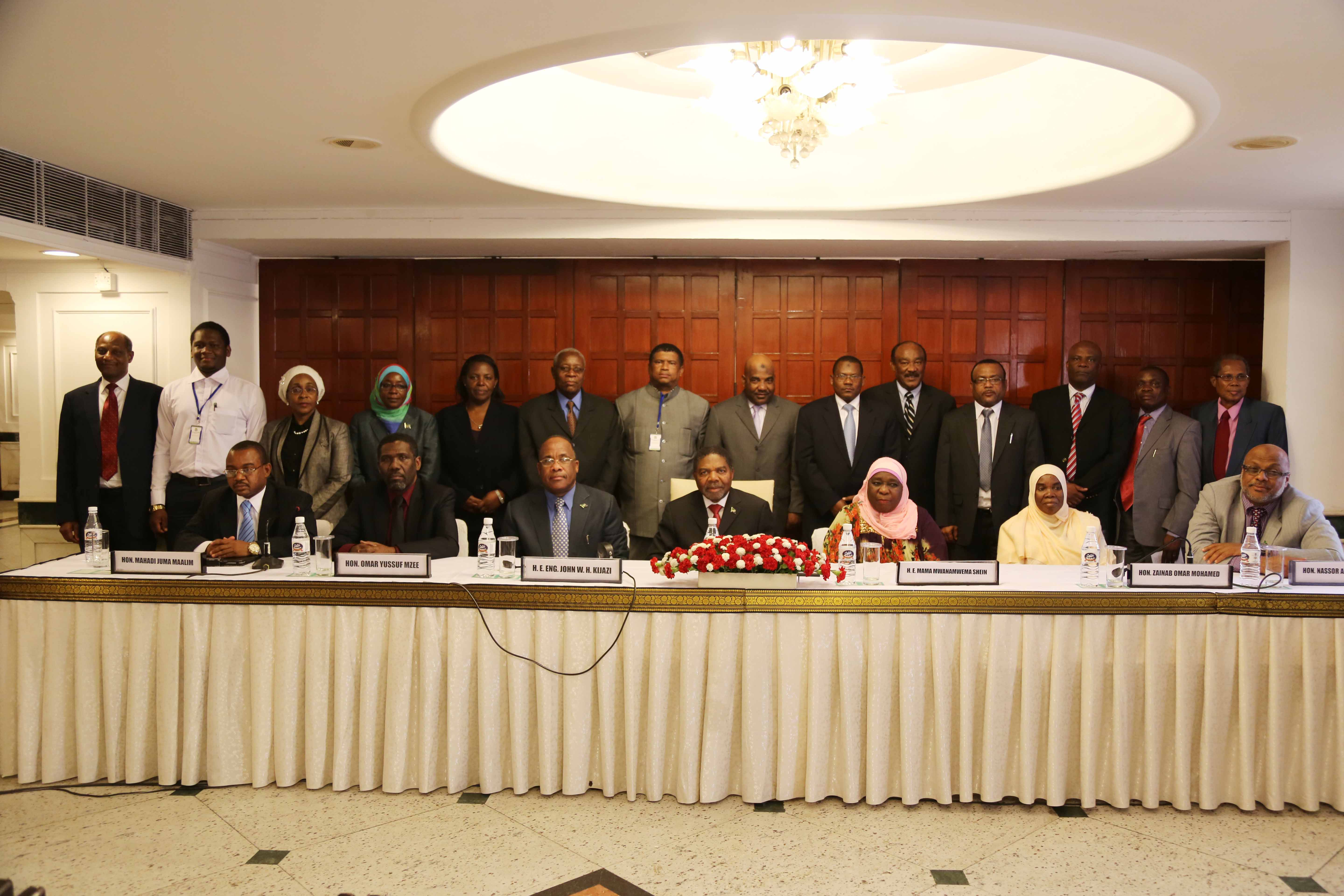
Президент Занзибара Али Мохамед Шейн во время визита в Нью-Дели

С 1960-х по 1980-е годы государства придерживались схожих взглядов на борьбу с расизмом и деколонизацию. В ноябре 1962 года Индия открыла высокую комиссию в Дар-эс-Саламе и генеральное консульство на Занзибаре в октябре 1974 года.
С 1960-х по 1980-е годы политические отношения в основном определялись общей идеологической приверженностью антиколониализму, социализму в различных формах, а также искренним стремлением к сотрудничеству. Затем индийско-танзанийские связи превратились в современные и прагматичные отношения с более широким и диверсифицированным экономическим взаимодействием. Индия является одним из ведущих торговых партнеров Танзании, а также важным источником поставки оборудования и фармацевтической продукции. Многие предприятия Танзании принадлежат представителям индийского происхождения. Индийцы составляют самую большую диаспору в Танзании, имеется их положительный вклад в прогресс и развитие страны. В 1966 году был подписан договор о дружбе, техническом, экономическом и научном сотрудничестве между государствами. В 1975 году было подписано соглашение о культуре. В 2008 году между Индией и Танзанией был подписан меморандум о взаимопонимании по туризму.
В современный период дипломатические отношения между государствами считаются близкими, дружескими и основанными на сотрудничестве. В 2007 году Танзанию посетили 15 000 индийцев. В мае 2011 года премьер-министр Индии Манмохан Сингх призвал к укреплению сотрудничества с Танзанией. В 2009—2010 годах объём товарооборота между государствами составил сумму 31 миллиард долларов США, Индия являлась вторым по величине инвестором в экономику Танзании.

## Индийская община в Танзании
Первые индийцы прибыли в Танзанию вскоре после окончания Первой мировой войны, когда Лига Наций объявила Танзанию британским протекторатом. В Танзании проживает около 40 000 индийцев, преимущественно в Дар-эс-Саламе, Аруше, Додоме, Морогоро, Мванзе, Мбее и Занзибаре.

## Дипломатические представительства
- Индия имеет высокую комиссию в Дар-эс-Саламе[6].
- Танзания содержит высокую комиссию в Нью-Дели, которая также представляет интересы страны на Шри-Ланке, в Непале, Бангладеш и Мьянме[7].